# Filaclo de Antioquia
Filaclo de Antioquia foi o bispo de Antioquia entre 334 e 342, no início da controvérsia ariana. Nada mais se sabe sobre ele. Algumas listas citam Placêncio como sendo o bispo neste período.